# Farkas Bertalan (szerzetes)
Farkas Bertalan (Egbell, 1795. szeptember 12. – Kecskemét, 1858 augusztusa) ferences rendi szerzetes, költő.

## Élete
A gimnáziumot Gyöngyösön és Szabadkán végezte el. Ezután felvételt nyert a ferences rendbe, ahol hat év alatt bölcseleti és hittudományi tanulmányait is befejezve fölszentelték miséspappá. 1828-ban az egyházmegye kormányzata kinevezte gimnáziumi tanárrá. Innentől fogva a gimnáziumban oktatott; előbb a nyelvészeti, később a költészeti osztályban Gyöngyösön és Szabadkán, egészen 1847-ig. Ezután ugyanott rendházfőnök, majd a szerzetes újoncok magisztere, később ismét mint házfőnök lett. Kecskeméten hunyt el, ahová rendtársai meglátogatására utazott.

## Munkái
- Dücsőségesen uralkodó Fels. Ferencz császárnak Magyarország királyának születése napjára alkalmazott beszéd, melyet Maria Theresia szab. kir. városban a felserdült tanulóifjusághoz intézett bőjt elő hava 12. 1835. Szeged
- Gyászkoszorú, melyet Fels. Ferencz császár néh. koronás fejedelmünk, az európai uralkodók tisztelve szeretett nesztora, bőjt-más hava 2. történt halálára füzött Szabadkán 1835. eszt. Szeged (Költemény.)
- Pásztori szóváltás, melyet Nmélt. Klobusitzky Péter, a kalocsai fő és bácsi egyesült megyék érsekjének tiszteletére, midőn Szabadka szab. kir. városunkban Szent Iván hava elein hiveit bérmálná, készíte 1835. eszt. Szeged (Költ.)
- Verskoszorú, melyet dics. uralkodó Ferdinánd cs., ezen néven ötödik apost. m. király születése napjára Maria Theresia sz. kir. városban füzött 1836. eszt. Szeged.
- Dücsőségesen országló felséges Ferdinánd császárnak Magyarország királyának örvendetes születése napjára alkalmazott beszéd, melyet Maria Theresia sz. kir. városban a felserdült tanuló ifjusághoz intézett sz. György hava 19. 1836. Szeged
- Pásztori szóváltás, melyet Magócsy István üdvözlésére, midőn Szabadka város kebelében diszlő monostorban törvényes szemlét tartana, készite 1837. eszt. Szeged (Költ.)
- Örömkoszorú, melyet Méltgos Almási Rudics József urnak N. N. Bács vármegye főispáni helytartói székébe történt ünnepélyes beiktatása alkalmával fűze szent Mihály hava 10. 1837. eszt. Pest (Költ.)
- Óda dicsőségesen uralkodó Ferdinánd császár, ezen néven ötödik apostoli m. király örvendetes születése napjára. Melyet Maria Theresia sz. kir. városban készitett sz. György hava 19. 1840. Szeged
- Óda Mélt. és Ft. Girk György Adraseni segéd-püspök urnak, midőn Szabadka törvényes meglátogatásakor hiveinek a bérmálás szentségét máj. 22. 1840. feladná. Szeged
- Pásztori szóváltás, melyet… Ferdinand… király születése napjára készite… 1841. Szabadkán. Szeged (Költ.)
- Pásztori szóváltás, melyet Méltsg., Nagys. és Főt. Drezsmiczer József urnak neve napjára készített Szabadkán… 1841. Szeged (Költ.)
- Örömfüzér Mukics Simon ur ő Nagyságának, midőn Szabadka sz. kir. városban nyolcz évek lefolyta alatt dicséretesen viselt fényes főbirói hivatalát a nemes bel s kül tanácsnak le köszönné. Bőjt elő hava 5. 1842. Szeged (Költ.)
- Örömfűzér Méltsg. és Ft. Deáky Zsigmond püspök ur ő Nagyságának az iskolák és tudományok Győr kerületi főigazgatójának, midőn e fényes hivatalába mindszent hava 6. beiktattatnék 1842. évben. Szeged (Költ.)
- Óda Méltsg. és Ft. Drezsmiczer Jósef ur ő Nagyságának, az oskolák és tudományok Győr kerületi volt főigazgatójának, midőn e terhes hivatalától felmentve, örömáldozatot a mindentehetőnek mutatna be Győr vármegyei Nagy Écsen sz. Mihály hava 8. 1842. Szeged (Költ.)
- Szabadka szabad királyi város századjai. Szeged, 1842 (Költ.)
- Pásztori szóváltás, melyet Ferdinánd… király szül. napjára készite… 1843. Szabadkán. Szeged (Végén: Ugyan ez alkalommal sz. kir. város tanodalmában mondott beszéd.)
- Óda Ft. Magócsy Istvánnak, sz. Ferencz üdvözítőről nevezett szerzet főigazgatójának, midőn 1843. a szabadkai klastromot törvényesen meglátogatta. Szeged
- Beszéd, melyet… Ferdinánd… király örvendetes születése napján mondott sz. György hava 19. 1844. Szeged
- Beszéd, melyet Ferdinánd…király… születése napján mondott… 1845. Szeged
- Örömfüzér Fő Tiszt. Magócsy Istvánnak, midőn a szabadkai klastrom látogatásakor örvendetes születése napját üldené. Sz. Iván hava 24. 1845. Szabadka
- Örömdal Méltsg. és Ft. Deáky Zsigmond püspök ur ő Nagyságának, midőn Szabadka sz. kir. város tanodalmát… meglátogatná, a tanítói kartól 1846. Szabadka
- Örömhang Méltsg. és Ft. Deáky Zsigmond püspök ur ő Nagyságának, midőn Szabadka sz. kir. város tanodalmát… meglátogatná a nemes ifjuságtól 1846. Szabadka
- Örömfüzér Nagy Méltgú s Ft. Nádasdi gróf Nádasdy P. Ferencz ő Excellentiájának; kalocsai fő, és bácsi egyült egyházi megyék és érsekének tiszteletére, érseki székébe ünnepélyes beiktatása alkalmával a szabadkai Ferencziektől. Szabadka, 1846
- Örömfüzér Nmélt. és Ft. Kunszt József urnak, kalocsi és bácsi érsek, cs. kir. belső titkos tanácsosnak beiktatása alkalmával a szabadkai Ferencziektől sz. Iván hava 15. 1852. Szabadka (Költ.)
- Szabadka szabad királyi város' századjai; utószó Káich Katalin; Életjel Könyvek, Szabadka, 2012 (Életjel könyvek)